# Мария Луиза Елизавета Орлеанская
Мария Луиза Елизавета Орлеанская (фр. Marie-Louise-Élisabeth d’Orléans, 20 августа 1695, Версаль — 21 июля 1719, Ла-Мюэтт, XVI округ Парижа) — французская принцесса, супруга Карла Беррийского.

## Биография
Мария Елизавета была старшей выживший дочерью своих родителей. С рождения и до замужества она была известна как мадемуазель Орлеанская. Она была крещена в Сент-Клауде 29 июля 1696 года.
Луиза Елизавета выросла в Пале-Рояле, парижской резиденции Орлеанского дома. В шесть лет она оправилась от почти смертельной болезни; её отец лично ухаживал за ней днём и ночью. В десять лет Луиза Елизавета подхватила оспу, и её бабушка Елизавета Шарлотта Пфальцская писала в своих мемуарах, что мадемуазель Орлеанская считалась мёртвой более шести часов.

### Замужество
С помощью Марии Аделаиды, герцогини Бургундской и её будущей невестки, Луиза Елизавета стала невестой Карла, герцога Беррийского, младшего сына Великого Дофина. Папское разрешение пришло 5 июля 1710 года, а уже на следующий день, 6 июля, в Версальском дворце состоялась их свадьба. Король приказал своим другим внучкам (мадемуазель де Шартр и мадемуазель де Валуа) приехать на церемонию из монастыря в Шелле.
Жена герцога Сен-Симона стала матроной юной герцогини, а её двоюродная сестра, Мария Анна де Бурбон, стала фрейлиной; позже Мария Анна подала в отставку из-за беспутного поведения своей кузины.
В июле 1711 года молодая герцогиня родила своего первого ребёнка, дочь, во дворце Фонтенбло. Девочка умерла при рождении, в её смерти винили короля, который отослал Луизу Елизавету в Фонтенбло, несмотря на то, что доктора советовали ей остаться в Версале из-за позднего срока. Король отправил Луизу Елизавету на барже, а не в карете. Во время плавания баржа ударилась в мост в Мелёне и чуть не затонула. Луиза Елизавета едва не погибла; по словам врачей, смерть ребёнка произошла из-за стресса от несчастного случая. Однако принцесса быстро поправилась.
26 марта 1713 года в Версале герцогиня Беррийская родила сына, которому был дарован титул герцога Алансонского. После нескольких приступов судорог ребёнок скончался в Версале 16 июня. Герцогиня распорядилась, чтобы гувернантки её сына продолжили получать ежегодную зарплату.
В ноябре 1713 года стало известно, что герцог Беррийский взял в любовницы одну из фрейлин жены. В свою очередь, у Луизы Елизаветы был любовник, некий «месье ла Хай», которому предшествовал месье де Салвер. Когда стало известно о её романе с ла Хаем, герцог пригрозил отправить её в монастырь.

### Вдовство
5 мая 1714 года Луиза Елизавета стала вдовствующей герцогиней Беррийской. 16 июня 1714 года, через семь недель после смерти мужа, она родила дочь, которая умерла на следующий день.
Людовик XIV умер 1 сентября 1715 года, а мадам Беррийская, официально находясь в трауре, пообещала, что не будет давать никаких банкетов в течение шести месяцев, но вскоре она превратилась в «весёлую вдову». В сентябре 1715 года Луиза Елизавета переехала в Люксембургский дворец, где, вопреки обещанию, стала давать великолепные банкеты. Закрытие Люксембургского сада для публики сделало его непопулярным среди населения Парижа. 23 сентября 1715 года она сделала Люксембургский дворец своей резиденцией и получила от своего отца целую роту охранников. Несмотря на траур, герцогиня Беррийская разрешила играть в азартные игры в своем новом дворце. Во время Регентства Луиза Елизавета получала годовой доход в 600 тысяч фунтов стерлингов.
В январе 1716 года мадам Беррийская закрылась в Люксембургском дворце, официально объяснив такое поведение «недомоганием от сильной простуды». На самом же деле принцесса, скрывавшая свою беременность, начала рожать. Герцогиня родила дочь, которая прожила только три дня. Секрет не удалось сохранить и о необузданной похоти молодой вдовы стали сочинять песни и сатирические стихи, подшучивая над её «бесчисленными» любовниками и внебрачными беременностями.
21 мая 1717 года герцогиня приняла в Люксембургском дворце русского царя Петра I, который был с полуофициальным визитом во Франции. Согласно Gazette de la Régence на этом приёме Луиза Елизавета появилась «крепкой как башня» (фр. puisssante comme une tour; редкая идиома, обозначающая женщину с большим животом из-за позднего срока беременности).
Герцогиня провела большую часть весны и лета 1717 года в своем замке Ла-Мюэтт. Gazette de la Régence упоминает, что такой длительный срок и отказ от охоты и конных прогулок вызвал непристойные слухи. Писали, что живот принцессы стал таким большим, что врачи опасались за её жизнь. По слухам, в конце июля она наконец разродилась, дав жизнь ещё одному плоду её любви. Как и в 1716 году, рождение секретного бастарда герцогини вызвало очередную волну сатирических песен, которые издевались над необременённой моралью принцессой.
В марте 1718 года она ухаживала за своей больной матерью. Весной 1718 года «плодовитая Берри» снова была беременна. Анонимный автор писем, отправленных из Парижа в Голландию и собранных в Gazette de la Régence, 9 мая 1718 года упоминает, что герцогиня Беррийская останется в Ла-Мюэтте до Дня всех святых и «ей делали кровопускания последние дни из-за её „положения“». Принцесса, вероятно, была на 3-4 месяце беременности. В то время кровопускание обычно проводилось на разных этапах беременности, а также при родах. Вскоре у герцогини случился выкидыш. Она снова зачала уже в июле, и эта новая беременность, которая вскоре стала причиной очередных пересудов, оказалась для неё роковой.

### Смерть
В мае 1717 года Вольтер был заключён в Бастилию после того, как в присутствии полицейского информатора предположил, что герцогиня Беррийская ожидает ребёнка от собственного отца. Во время своего заключения Вольтер завершил свою пьесу «Эдип», премьера которой состоялась 18 ноября 1718 года в «Комеди Франсез». Регент присутствовал на премьере и поздравил Вольтера с успехом. Тайные беременности герцогини Беррийской часто приписывали её предполагаемыми кровосмесительными отношениями с регентом. Эти вредоносные слухи сделали пьесу Вольтера спорной задолго до премьеры. По иронии судьбы, герцогиня Беррийская также присутствовала в театре в тот день. Она вошла в театр как королева в сопровождении своих фрейлин и личной охраны. На фоне слухов об очередной беременности сатирики стали отпускать комментарии, что зрители не только увидят Эдипа (регента) и Иокасту (герцогиню), но и обнаружат присутствие Этеокла. Появление на премьере скандально известной и при том явно беременной герцогини способствовало успеху пьесы у публики. 11 февраля 1719 года герцогиня посетила ещё один показ «Эдипа» для её племянника Людовика XV в Лувре. Как и в случае с предыдущей беременностью, Луиза Елизавета набрала большой вес, и её свободная одежда уже не могла скрывать живот. В комнате было очень людно и жарко; она почувствовала себя плохо и потеряла сознание, когда в пьесе прозвучало упоминание о кровосмесительной беременности Иокасты. Этот инцидент сразу же вызвал ликование сплетников, которые ожидали, что герцогиня Беррийская (она же Иокаста) родит Этеокла прямо в середине представления. Тем не менее когда открыли окно, герцогиня пришла в себя.
2 апреля 1719 года, после тяжелейших четырёхдневных родов, она произвела на свет девочку. По словам Сен-Симона, отцом ребёнка был лейтенант её гвардии, Антонин Арманд Огюст Николя д’Айди, шевалье де Рион. Принцесса чуть не умерла во время родов и заперлась в маленькой комнате в Люксембургском дворце. Священник Жан-Батист Ланже де Жерже из церкви Сен-Сюльпис отказался отпустить ей грехи и не позволил кому-либо ещё совершать причастие, если она не прогонит из дворца своего любовника. Регент тщетно пытался убедить разгневанного священника смилостивится над его страдающей дочерью. По словам Сен-Симона, герцогиня Беррийская тайно вышла замуж за шевалье де Риона несколько дней спустя, надеясь тем самым смягчить скандал, вызванный рождением бастарда и отказом церкви причастить её. Хотя её здоровье было смертельно подорвано тяжёлой беременностью, она уехала из Парижа в свой замок в Мёдоне, где устроила приём в честь отца. Регент не одобрил её брак с шевалье и отослал его из Парижа. Она ещё не оправилась от ужасных родов, а на этом приёме сильно простудилась, что стало последним ударом для организма принцессы.
23-летняя герцогиня тогда поселилась в замке Ла-Мюэтт, где и умерла 21 июля 1719 года. По словам Сен-Симона, вскрытие показало, что «бедная принцесса» носила во чреве новый плод, которому было несколько недель. 22 июля 1719 года её сердце было отправлено в церковь Валь-де-Грас в Париже, а 24 июля 1719 года она была похоронена в базилике Сен-Дени. Её похороны были организованы лично Сен-Симоном.

## Дети
У герцога и герцогини Беррийских было трое детей, но ни один из них не прожил дольше месяца:
- дочь (21 июля 1711 — 23 июля 1711), Мадемуазель де Берри.
- Шарль, герцог Алансонский (26 марта 1713 — 16 апреля 1713)[24]
- Мария Луиза Елизавета (16 июня 1714 — 17 июня 1714), имя дано посмертно.

Молодая герцогиня имела несколько любовников ещё при жизни мужа, поэтому истинное отцовство её первых трёх детей доподлинно не известно. Овдовев, герцогиня в тайне родила ещё троих детей, отцы которых точно не установлены.
- дочь (27 или 28 января 1716). Отец неизвестен, прожила три дня.
- дочь (июль 1717). Герцогиня уехала в замок Ла-Мюэтт, чтобы скрыть беременность. Предполагаемый отец ребёнка Антонин Арманд Огюст Николя д’Айди, шевалье де Рион, стал любовником герцогини в 1716 или 1717 году. Она чуть не умерла в родах и спровоцировала публичный скандал, когда о беременности стало известно[25]. По словам Дюкло, девочка впоследствии стала монахиней в аббатстве Понтуаз[26].
- дочь (2 апреля 1719), умерла при рождении. Вероятно отцом также являлся шевалье де Рион.